# 홀리바질
홀리바질(영어: holy basil 홀리 베이즐[*], 학명: Ocimum tenuiflorum 오키뭄 테누이플로룸[*])은 꿀풀과의 여러해살이풀이다.

## 이름
남아시아에서는 툴시(힌디어·네팔어·마이틸리어: तुलसी, 벵골어: তুলসী, 구자라트어: તુલસી, 펀자브어: ਤੁਲਸੀ), 툴라시(칸나다어: ತುಳಸಿ, 말라얄람어: തുളസി, 오리야어: ତୁଳସୀ, 타밀어: துளசி, 텔루구어: తులసి), 툴라스(마라티어: तुळस) 등으로 불리며, 태국에서는 까프라오(태국어: กะเพรา)라, 에티오피아에서는 버소블라(암하라어: በሶብላ)라 불린다.

## 분포
아시아에 분포한다. 동남아시아(말레이시아, 인도네시아, 필리핀)와 남아시아(스리랑카, 인도)가 원산지이다.

## 쓰임새
잎을 허브로 쓴다. 태국 요리에서 흔히 쓰인다.
힌두교에서는 신성한 식물로 여겨진다.

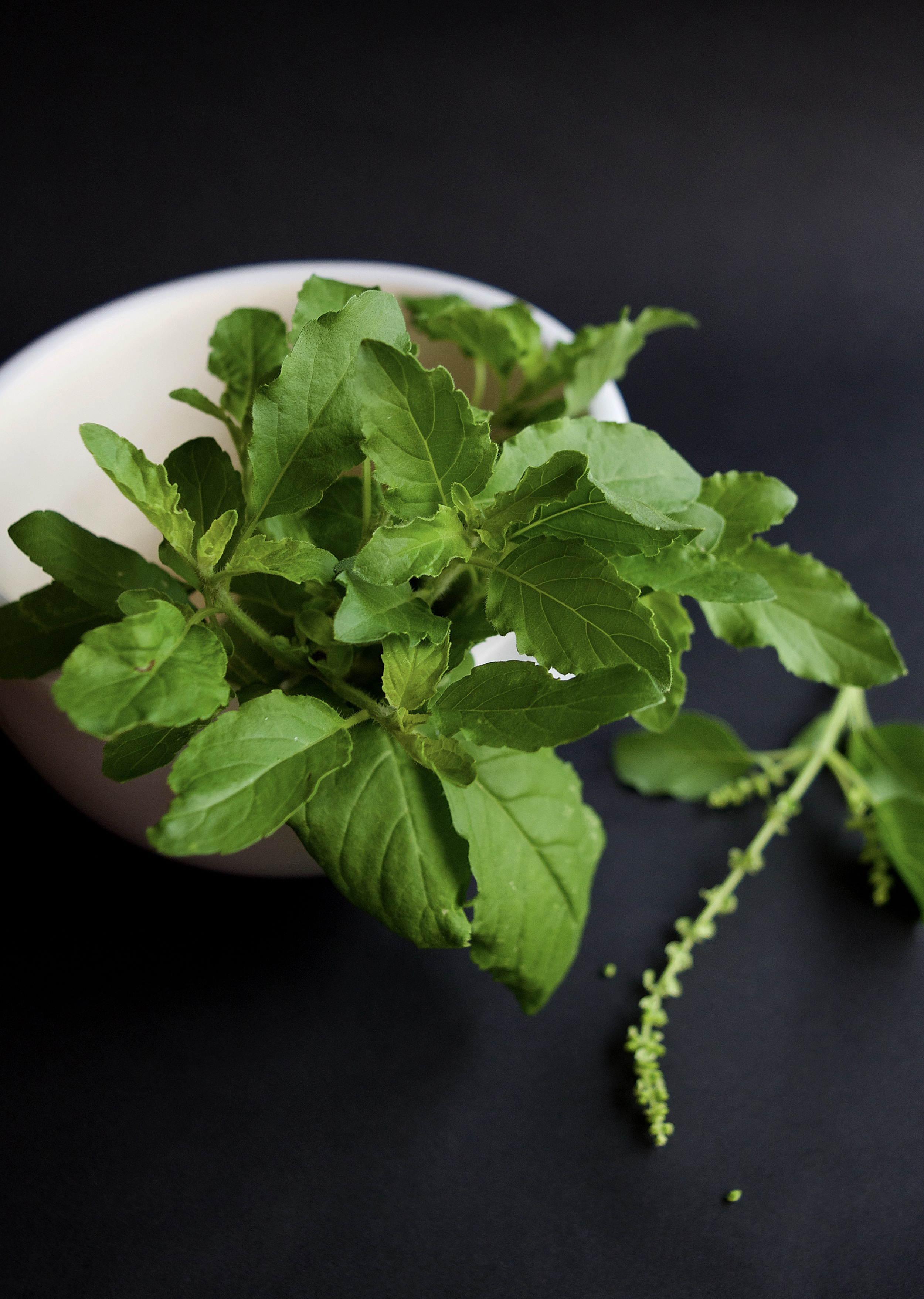
홀리바질 (잎)
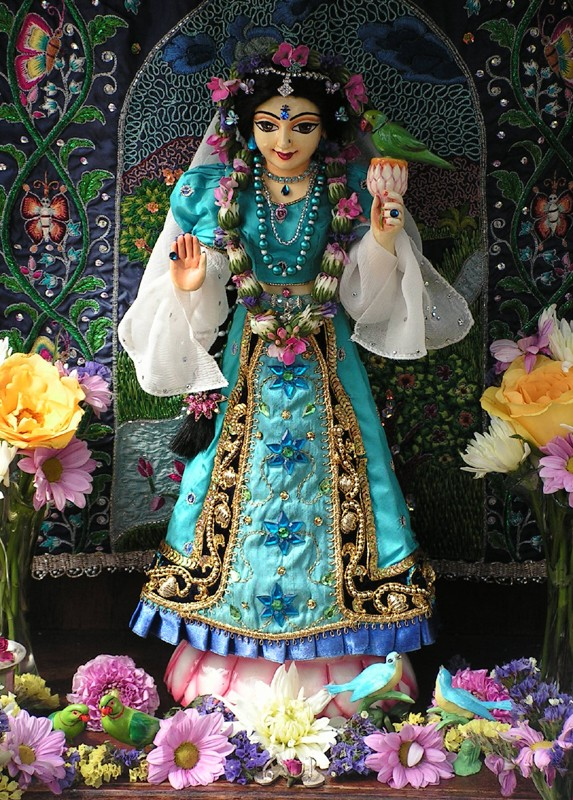
의인화된 툴시 (힌두교)